# Кобем, Реджинальд, 1-й барон Кобем из Стерборо
Реджинальд де Кобем (англ. Reynold de Cobham; около 1295 — 5 октября 1361) — английский аристократ, 1-й барон Кобем из Стерборо с 1347 года, кавалер Ордена Подвязки. Участвовал в Столетней войне.

## Биография
Реджинальд де Кобем был сыном Реджинальда де Кобема и Джоан Деверё. Он участвовал в войнах королей Эдуарда II и Эдуарда III на континенте. В 1339 году стал рыцарем-баннеретом, в 1344 году — адмиралом Запада, в 1353 году — кавалером Ордена Подвязки и капитаном Кале. В 1346 году он сражался при Креси и был одним из трёх рыцарей, защищавших упавшего принца Уэльского, пока тот не смог подняться. В 1355 году Кобэм участвовал в походе принца из Бордо в Лангедок, возглавляя авангард. В 1356 году в качестве маршала он сражался при Пуатье и сопровождал захваченного в этой битве короля Франции Иоанна Доброго. Кобэм участвовал в дипломатических миссиях в Брабант и Авиньон.
Начиная с 1347 года Реджинальда вызывали в английский парламент как барона Кобема. Он умер в 1361 году от чумы и был похоронен в церкви в Лингфилде.
Реджинальд был женат на Джоан де Беркли, дочери Томаса де Беркли, 3-го барона Беркли, и Маргарет Мортимер. В этом браке родились сын Реджинальд, 2-й барон Кобем из Стерборо, и дочь Джоан, жена сэра Генри де Грея.